# Entephria atrata
Entephria atrata är en fjärilsart som beskrevs av Lange 1921. Entephria atrata ingår i släktet Entephria och familjen mätare. Inga underarter finns listade i Catalogue of Life.